# فلوریان فلوگلر
فلوریان فلوگلر (انگلیسی: Florian Pflügler؛ زادهٔ ۱۰ مارس ۱۹۹۲) بازیکن فوتبال اهل آلمان است.
از باشگاه‌هایی که در آن بازی کرده‌است می‌توان به باشگاه فوتبال بایرن مونیخ ۲ اشاره کرد.